# Colin Welland
Colin Welland (né Colin Edward Williams le 4 juillet 1934 à Liverpool et mort le 2 novembre 2015 à Londres) est un acteur et scénariste britannique. 

## Biographie
Colin Welland obtient l'Oscar du meilleur scénario original pour Les Chariots de feu.

## Filmographie partielle

### Comme acteur
- 1969 : Kes de Ken Loach
- 1971 : Les Chiens de paille de Sam Peckinpah
- 1977 : Sweeney! de David Wickes

### Comme scénariste
- 1979 : Yanks de John Schlesinger
- 1981 : Les Chariots de feu de Hugh Hudson
- 1985 : Soleil d'automne de Bud Yorkin
- 1989 : Une saison blanche et sèche de Euzhan Palcy
- 1994 : La Guerre des boutons, ça recommence de John Roberts